# Will McDonald
William Dubois McDonald (New Orleans, 5 d'octubre de 1979, és un jugador de bàsquet professional estatunidenc, que juga de pivot.

## Carrera esportiva
El seu primer equip va ser el High School Clark. A Espanya ha jugat al CB Gran Canària, per passar posteriorment a l'Estudiantes, i d'aquí, en la temporada 2007/2008, va passar al Tau Ceràmica, una de les potències del bàsquet europeu.
El seu polèmic matrimoni de conveniència amb la stripper Eva Fernández li va permetre d'obtenir la nacionalitat espanyola però va tenir conseqüències negatives, la mateixa dona del jugador va confirmar en una entrevista al diari Público que el seu matrimoni era pactat, i això va originar un escàndol que va estar a punt de deixar McDonald fora de la Supercopa de 2007, i que finalment li va impedir de jugar la final de la competició.
L'estiu de 2009 va abandonar el Saski Baskonia per tornar al club que li va obrir les portes de l'ACB, el Gran Canària 2014. Al final de la seva primera temporada, de les tres previstes, el club acordà el seu traspàs al DKV Joventut, amb el qual signà un contracte d'un any. Acabat el contracte, va marxar a jugar a l'Àsia, on ha participat en les lligues xinesa i filipina.

## Clubs
- High School. Clark. New Orleans, Louisiana.
- 1999-03 NCAA. University of South Florida.
- 2003 USBL. 5a ronda del Draft núm. 46. Dodge City Legend.
- 07/2003 Southern California Summer Pro League. Golden State Warriors.
- 2003-04 LNB. FRA. ES Chalon sur Saone.
- 07/2004 Pepsi Pro Summer League. Miami Heat. Orlando.
- 07/2004 Rebook Rocky Mountain Revenue. San Antonio Spurs. Salt Lake City.
- 2004-05 ACB. Gran Canaria.
- 07/2005 Reebok Vegas Summer League. Boston Celtics.
- 2005-07 ACB. Estudiantes.
- 2007-09 ACB. Tau Cerámica.
- 2009-10 ACB. Gran Canaria 2014.
- 2010-11 ACB. DKV Joventut.
- 2012 Lliga xinesa. Fujian Xunxing
- 2012 Lliga filipina. Petron Blaze Boosters